# Yagoua
Yagoua är en ort i Kamerun.   Den ligger i regionen Nordligaste regionen, i den nordöstra delen av landet, 800 km nordost om huvudstaden Yaoundé. Yagoua ligger 336 meter över havet och antalet invånare är 80 235.
Terrängen runt Yagoua är mycket platt. Trakten runt Yagoua är ganska tätbefolkad, med 104 invånare per kvadratkilometer. Det finns inga andra samhällen i närheten. Trakten runt Yagoua är en mosaik av jordbruksmark och naturlig växtlighet.